# 瓜达莱特战役
瓜达莱特战役（Battle of Guadalete）是711年发生的一场战役。在这场战役中，国王罗德里克带领的信仰基督教的西哥特人被信仰伊斯兰教的倭马亚王朝军队击败，这支穆斯林军队多数为柏柏尔人，也有一些阿拉伯人，指挥官为塔里克·伊本·齐亚德。这场战役意义重大，是倭马亚王朝征服西班牙的开始。西哥特王罗德里克与许多贵族在此战中丧生，这场战役为穆斯林进军西哥特王国首都托莱多创造了条件。

## 历史记载
关于战斗的主要记载来自《莫扎拉比编年史》，该书写于754年后不久，可能是在托莱多附近写成。在接下来的一个世纪中，唯一记载该场战役细节的拉丁基督教文献是执事保罗的《伦巴第历史》。保罗不是西班牙人，但他大概是在787至796年之间的卡西诺山写作，这时有许多西哥特僧侣逃到那里避难。《741年编年史》是由西班牙人撰写的，但其中没有与战役有关的原始记载。后来的一些基督教资料中也包含了有关战斗的描述性记载，历史学家有时也会采用它们，其中最著名的是阿方索三世在九世纪后期撰写的《阿方索三世编年史》。而中世纪盛期的记载，如卢卡斯·德·图伊的著作等通常是不可信的，因为其中包含许多传奇故事和杜撰。 
除了基督教一方的记载，历史学家还广泛使用几种阿拉伯语记载，但这些史料受到越来越严厉的批评。这些史料没有早于9世纪中期的，其中最早的是伊本·阿布达·哈卡姆在埃及写成的《埃及、北非、西班牙征服史》。 此书中的记载比《莫扎拉比编年史》更为详尽，但其记载与基督教记载以及后期的阿拉伯记载都不同。之后的阿拉伯记载有：匿名汇编《安达卢斯征服轶事集》，10世纪后期历史学家伊本·奎提亚的记载，11世纪的历史学家伊本·海扬的研究，13世纪的伊本·艾希尔的著作历史大全 ，14世纪伊本·哈勒敦的记载乃至17世纪初阿尔·马加里的作品。克劳迪奥·桑切斯· 阿尔伯诺兹坚持认为，《Akhbar Majmu'ah》是一部真正的八世纪穆斯林历史作品，但此观点遭到一些学者的怀疑。法国东方学者埃瓦里斯特·莱维-普罗旺萨尔认为伊本·海扬是关于这一段时期以及这场战役的最出色的穆斯林历史学家。
在现代英美历史学家中，罗杰·柯林斯，R·A·弗莱彻，E·A·汤普森和肯尼斯·巴克斯特·沃尔夫都对阿拉伯语记载表示怀疑，并更多地信赖《莫扎拉比编年史》。 柯林斯拒绝采用融合各方面记载的方法。历史学家托马斯·格里克和伯纳德·S·巴赫拉赫则不太怀疑阿拉伯记载。 

## 战役背景
战役发生时，西哥特王国的国王是罗德里克，他可能于710年即位，但《莫扎拉比编年史》记载他于711–712年在位。他的统治没有得到所有人的支持，有些记载认为他暗杀了前任国王维蒂扎。在登上王位前，罗德里克大概是贝提卡的公爵。考古证据和两个尚存的国王名单表明，此时另一个国王阿基拉二世统治了王国的东北部，他与罗德里克的关系尚不清楚。由于罗德里克统治短暂，且专注于应对穆斯林袭击，他们可能从未真正开战。罗德里克的“篡位”使得即使是在他自己的势力范围，包括他的首都托莱多，都存在着反对者。
瓜达莱特战役不是一次孤立的柏柏尔人袭击，它是一系列跨过直布罗陀海峡的柏柏尔人突袭的延续，这些突袭者在之前已洗劫了伊比利亚南部的几个城镇。可能自705-706年征服丹吉尔以来，柏柏尔人就开始了骚扰。《阿方索三世的编年史》的Ad Sebastianum版本指出，国王万巴在位时（672-680），艾尔威格（后来成为国王）曾煽动阿拉伯人前来进攻。后来的一些阿拉伯和基督教的记载指出，710年塔里克的部将塔里夫发起了一次袭击。 
在决定性的瓜达莱特战斗之前，两支阿拉伯军队可能已经在半岛南部呆了一年。 这些军队由塔里克·伊本·齐亚德和其他一些将领统帅，总司令是北非总督穆薩·努賽爾。大多数阿拉伯人和柏柏尔人的记载都认为塔里克是一名来自北非的柏柏尔军事统帅。但近代历史学家伊格纳西奥·奥拉格在《西方的伊斯兰革命》一书中认为塔里克是西哥特人，并且是廷吉塔纳的政府官员。 其他一些观点则认为塔里克是犹太人 、波斯人或突厥人。
大部分记载（最早的是执事保罗的记载）都称：塔里克从休达出发，在卡尔佩岩（即今天的直布罗陀巨岩）登陆，这块巨石后来被阿拉伯人命名为“塔里克岩（Jabal al Tariq），英文Gibraltar（直布罗陀）就由这一阿拉伯语名词演变而来。穆罕默德·伊德里西第一次记载了一个传说：塔里克登陆后烧毁了他所有的船。他从直布罗陀出发，征服了阿尔赫西拉斯地区，然后沿着通往塞维利亚的罗马道路进军。
而据伊本·阿布达·哈卡姆的记载，塔里克用以穿越海峡的船来自哥特贵族休达伯爵朱利安，登陆地在卡塔赫纳附近，他占领了城市并把大本营设在那里。
根据《莫扎拉比编年史》的记载，穆萨本人于711年率大军渡过加的斯海峡登陆西班牙，并征战了15个月，但尚不清楚他是在瓜达莱特战役之前或之后登陆的，在此战役中战斗的是他的部下。他在半岛活动时，半岛正被内战困扰（《莫扎拉比编年史》的作者称之为“内部的疯狂”），城市被夷为平地，许多人被屠杀。
根据阿尔·马加里的说法，罗德里克在返回南部对抗入侵者前，正在与巴斯克人作战。在西哥特王国沦陷前的几年，西哥特贵族狄奥多米尔击退了拜占庭帝国对伊比利亚南部的袭击。这导致了一種假说，即柏柏尔人的袭击可能与拜占庭的行动有关，也许阿拉伯人本来是拜占庭的盟友，拜占庭的目的是征服丢失的西班尼亚（西班牙南部沿海地区）。
阿斯图里亚斯王国时期的作品《先知编年史》（883年）记载对西班牙的第一次入侵发生于“罗马历西班牙纪元752年的11月”也就是714年11月。这本作品还指出入侵有两次，第一次入侵的是阿布·祖布拉（Abu Zubra）的军队，第二次入侵在一年后，领导者是塔里克（Ṭāriq）。可能是把历史人物塔里克·伊本·齐亚德错分成了两个人。

## 战斗的日期和地点
传统上认为战斗发生在711年，但《莫扎拉比编年史》 记载战斗发生在712年，将其置于征服托莱多之前，而一般认为征服托莱多是在711年。如果优先信任编年史的记载，那么战斗就发生在712年，托莱多于同年晚些时候陷落。后来的阿拉伯记载给出的确切日期是7月25日或26日。另一种更粗略的记载指出战斗发生于7月19日至23日之间。据现代历史学家戴维·莱文·刘易斯的研究，战斗发生于711年7月19日。在战斗之前，双方在拉汉达潟湖，即巴尔巴特河到到瓜达莱特河之间平原上发生了持续一周的零星冲突。
而据伊本·阿布达·哈卡姆的记载，塔里克是从卡塔赫纳向科尔多瓦进军，并击败了一支哥特军队。之后，他在Shedunya（可能是现代的梅迪纳-西多尼亚尼亚）遭遇罗德里克。后来的阿拉伯记载大多数也认同哈卡姆的记载，认为战场在梅迪纳-西多尼亚的一个湖附近或“拉卡河”附近或“贝卡河”附近，它们通常被认为就是拉汉达潟湖、瓜达莱特河和巴尔瓦特河。 而最早的基督教记载以及与战役发生时间较接近的记载，都指出战役发生在地点不明的“ Transductine岬”附近。近现代历史学家托马斯·霍奇金认同罗德里戈·希门尼斯·德·拉达的观点，将战斗发生地定为赫雷斯·德拉弗龙特拉，地名学者华金·瓦维认为战役发生在瓜达兰克河畔，这条河的名字（Guadarranque）可能来源于阿拉伯语“罗德里克河”（Wad al-Rinq）。 

## 战斗过程
尚存的记载不能准确地描述在决定西哥特王国命运的一战中相遇的两支军队。格里克推测穆斯林军队主要是柏柏尔骑兵。阿拉伯人的记载中，罗德里克拥有100,000部队，这些部队是在他返回南部后集中的。这个数字过高，与《阿方索三世编年史》记载穆斯林有18.7万人同样荒诞。据说塔里克登陆时有7,000名骑兵，并向穆萨请求了5,000名骑兵的援军。因此，战斗中可能有12,000名穆斯林战士。一个现代的估计认为穆斯林部队有约2000人。西哥特人的部队规模也不大，与北部的法兰克王国不同，西哥特王国并不常作战。 少数贵族家族（大约25个）及他们的武装侍从，国王和他的个人部队以及以皇家财政招募的部队构成了罗德里克部队的主力。 
据《莫扎拉比编年史》记载，西哥特军队的失败发生在许多反对国王的贵族撤离战场后。这些人只是出于“与国王竞争”“欺诈”和“夺取统治权的野心”才陪同罗德里克上战场。 据说西西伯特（Sisibert）带领整个右翼放弃罗德里克而去。 
历史学家大卫·刘易斯估计西哥特军有33000人。以他的描述，当西哥特人全线冲锋时，穆斯林军队发起了一系列猛烈的，“打了就跑”的进攻。塔里克的骑兵被称为“mujaffafa”，占总兵力的三分之一，装备轻甲，在头盔外面戴着头巾。一队早已暗中背叛罗德里克的西哥特骑兵撤走，给了敌人一个机会。 在战斗的最后几个小时，基督教军队被击溃，国王罗德里克被杀。战斗变成了一场大屠杀，西哥特人的损失极为惨重，而穆斯林损失了约3,000人，占总兵力的四分之一。
罗德里克的反对者可能计划在野外抛弃国王，以借穆斯林之手杀害他。但最终他们的计划落空了，因为他们也遭到穆斯林的屠杀。《莫扎拉比编年史》的一段记载指出，罗德里克“与他的支持者一起失去了他的王国，但同时他的反对者也被杀死”。这段记载可有两种解读，一是罗德里克提前杀死了他的反对者，这削弱了他的军队，导致了失败；或者是指他的反对者也死于战斗或撤退的过程中。编年史的作者们将失败归咎于王国内部的派系。《阿方索三世编年史》的两个版本都记载密谋反对罗德里克的领袖是佚名的前国王维蒂扎的儿子。之后穆萨占领托莱多时，维蒂扎的兄弟奥帕在城市里可能已被选为新国王。奥帕可能参与了反对罗德里克的行动，但他肯定不是维蒂扎的儿子，因为如果他确实是前国王的儿子的话，他的年龄就太小，无法参加711年的权力斗争。 
战后，西哥特王国首都托莱多很快沦陷，托莱多的总主教希德莱德在穆斯林到来时逃离了城市，流亡罗马，并在那里去世；《莫扎拉比编年史》的作者讽刺地指出，他是“一个雇工，而不是牧人”（化用耶稣的话讽刺其逃跑，出自约翰福音10:12）。哥特贵族狄奥多米尔与征服者结盟，以保全自己的领地。不到十年间，整个半岛都被穆斯林征服，除了小小的阿斯图里亚斯王国，居住在山区的巴斯克人也被穆斯林控制，穆斯林跨过比利牛斯山脉继续进军。 

## 阿拉伯胜利的原因
后来的阿拉伯历史学家普遍将胜利归于伊斯兰教。阿尔·马加里在《盛开的安达卢斯的枝桠散发出的芬芳》中记载了战斗前夕塔里克对士兵的鼓舞士气的讲话，以鼓励士兵杀死罗德里克作结：  
|  | 请记住，是我劝说你们来到这里，并让我自己面临这样光荣的机会：当两军短兵相接时，你们会看到我毫不迟疑地去寻找罗德里克这个暴君，并与他决斗，如果这是真主的意愿的话。即使我死了，我至少可以满足于你们的强大，你们可以很容易在军队中间找到一位经验丰富的英雄，我可以放心地把指挥你们的任务交给他。但如果我在找到罗德里克之前就倒下了，那就加倍努力，强迫自己去进攻，征服这个国家，剥夺他的生命。一旦他死了，他的士兵就不会再反抗你们了。 |

后来的历史记载传统认为，在基督教君主的统治下逐渐被剥夺公民权的伊比利亚犹太人为摩尔人部队提供了帮助。穆斯林著作《Akhbar Majmu'ah》记载，Kaula al-Yahudi统领着一支由犹太人和柏柏尔人组成的混合部队，在作战中表现出色。  穆斯林胜利之后，犹太人占据了多个城市，甚至被穆斯林委托驻守塞维利亚，科尔多瓦和托莱多。历史学家汤普森说：“无论哥特人迫害犹太人的理由是什么，这都导致了发起迫害的人的彻底灭亡。”但是，《莫扎拉比编年史》并未记录犹太人参与了穆斯林军队。 
传统记载将西哥特王国的迅速灭亡归罪于哥特人的颓废。 九世纪末期的《先知编年史》将哥特人的失败归咎于他们没有忏悔自己的罪过：“托莱多，人民的首都，屈服于胜利的以实玛利的后裔，这是理所应当的。在哥特人统治的第380年，西班牙因其令人作呕的罪恶而被毁灭了。”虽然专家们已不再接受，但直到今天，这一观点仍有着广泛的影响。 

## 传说与故事
关于战役的历史传说中，最著名的是休达伯爵朱利安的故事，据说他为了向侵犯了他女儿弗洛林达的罗德里克报仇，把发动入侵所必需的船只借给塔里克。但实际上，阿拉伯人对巴利阿里群岛的进攻已证明了阿拉伯人在地中海西部拥有足够的海军力量。阿拉伯历史记载中的朱利安伯爵可能与出现在《莫扎拉比编年史》中的一位柏柏尔基督教徒Urban是同一个人。 Urban是海峡对岸的穆斯林统帅穆萨的随从。Urben的故事可能是基于朱利安，但更可能的是朱利安的故事以Urben为原型。一种解释认为朱利安是在休达的一位拜占庭帝国官员，他与阿拉伯人一起于710年袭击了伊比利亚南部海岸。历史学家格里克提出，西班牙南部城市塔里法古称Julia Traducta，朱利安（Julian）可能就是此地的哥特人伯爵。
在后来的基督教记载中发挥重要作用的“维蒂萨之子”的说法同样不符合历史，如1115年左右的《西伦斯历史》，记载维蒂扎的儿子逃到朱利安手下，并争取他的援助。
维蒂扎本人受到《莫扎拉比编年史》的称赞，但在随后的作品中遭到了普遍的抨击，始于818年的《莫萨克编年史》。而越后的记载对他的抨击越激烈，卢卡斯·德·图伊在13世纪后期的作品中，将他描写成了一个怪物。而罗德里戈·希门尼斯·德·拉达纠正这些说法，表明维蒂萨是在其统治过程中慢慢变成了一个暴君。
其他关于这场战役的传说包括罗德里克乘坐由八匹白骡拉着的战车抵达战场，托莱多的密闭房间等，伊本·阿布达·哈卡姆宣称在那里找到了所罗门王的桌子（或地毯）。据说在瓜达莱特河中找到了罗德里克的金凉鞋。 十九世纪的美国军事历史作家亨利·科佩创作了关于这次征服的历史著作，其中叙述了许多传说。